# Banksia hookeriana
Banksia hookeriana (Meisn., 1855) è una pianta appartenente alla famiglia delle Proteaceae, endemica dell'Australia occidentale.